# 海口联合农村商业银行
海口联合农村商业银行是海南省现存两家农村商业银行之一，成立于2012年9月28日，是在原海口琼山狮子岭信用社基础上重组新设的一家新型农村商业银行。

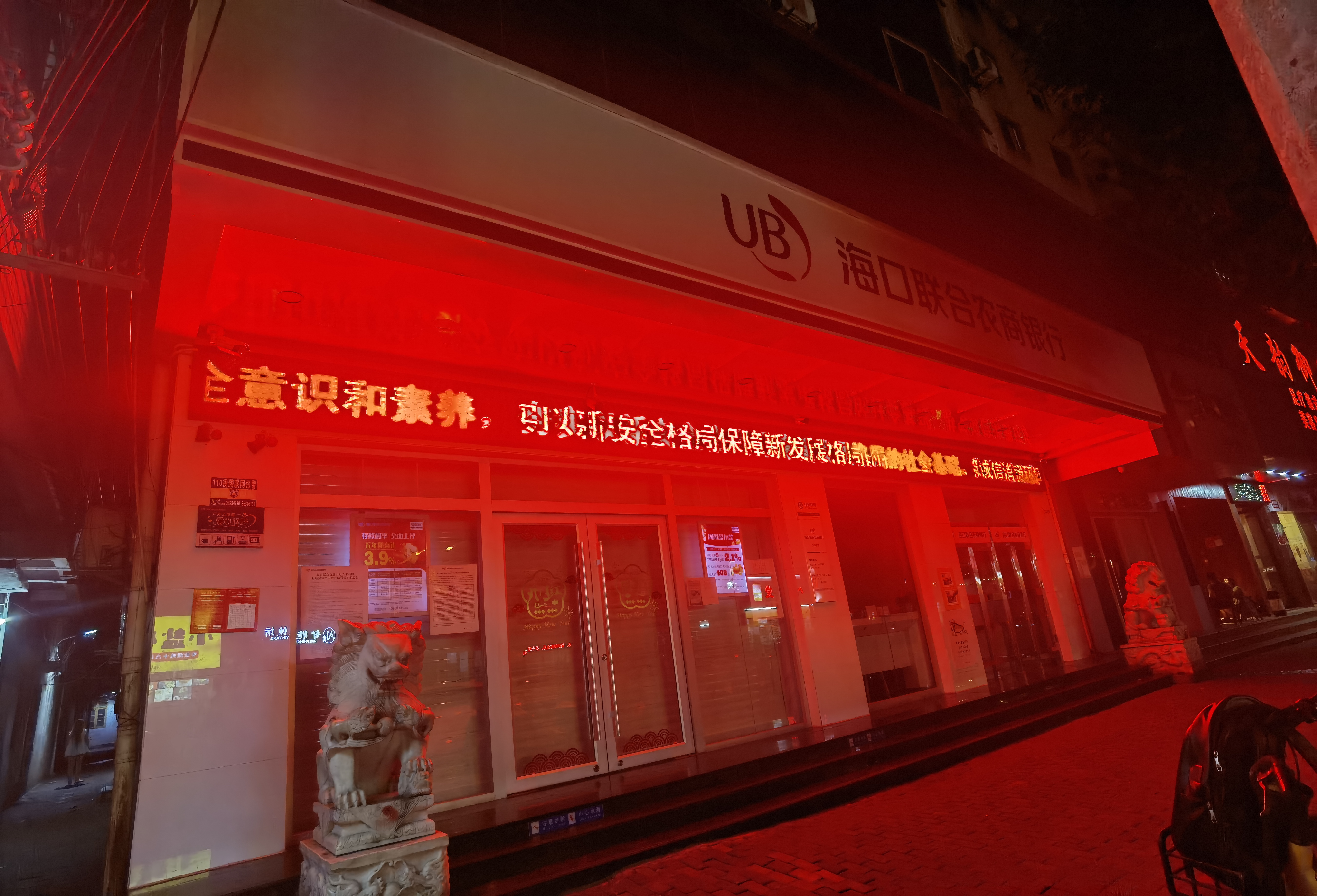
海口联合农商行一家支行

## 历史
1995年琼山市狮子岭信用合作社成立，但在2003年因海南金融风波和自身经营出现问题而被吊销营业执照。
2010年 海南省政府启动琼山市狮子岭信用合作社的重组工作，由先锋系成员单位——大连联合创业集团作为重组牵头方（占股初始占20%，“联合”之名一部分因为此），九台农商行（占股初始20%），海口农商行（现为海南农商行）作为主要股东参与重组。
2012年12月25日获得银监局批复开业，定名为海口联合农村商业银行。
2013年10月28日，正式开业。
2019年10月，先锋系企业陆续暴雷，联合创业持股也因此被抵押拍卖而退出股东行列。